# Hugo Hofstetter
Hugo Hofstetter (* 13. Februar 1994 in Altkirch) ist ein französischer Radrennfahrer.

## Karriere
Nachdem Hofstetter bei den U23-Versionen der Klassiker Paris-Tours 2014 Sechster und Paris-Roubaix 2015 Dritter sowie 2015 geworden war und außerdem 2015 die französische U23-Straßenmeisterschaft gewonnen hatte, fuhr er zum Saisonende 2015 bei Cofidis als Stagiaire. Bei diesem UCI Professional Continental Team erhielt er 2016 einen regulären Vertrag. Sein erster internationaler Elitesieg gelang Hofstetter im Massensprint der ersten Etappe der Tour de l’Ain 2018. Beim UCI-WorldTour-Rennen Eschborn–Frankfurt wurde er 2019 Fünfter.
Zur Saison 2020 wechselte Hofstetter zum UCI WorldTeam Israel Start-Up Nation. Ihm gelang im März 2020 als Sprintsieger einer 10-köpfigen Spitzengruppe bei Le Samyn sein erster Erfolg in einem internationalen Eintagesrennen. Zur Saison 2022 wechselte er erneut und wurde Mitglied im Team Arkéa-Samsic. Nach einer Vielzahl von Top-Ten-Platzierungen in den Jahren 2021 und 2022 erzielte er mit dem Gewinn bei Tro Bro Leon 2022 den ersten Erfolg auf der UCI ProSeries und damit den bisher wertvollsten Sieg seiner Karriere.

## Erfolge
2015
- Französischer U23-Meister – Straßenrennen

2018
- eine Etappe Tour de l’Ain

2020
- Le Samyn

2022
- Tro Bro Leon

## Grand Tour-Platzierungen
| Grand Tour            | 2020 | 2021 | 2022 | 2023 | 2024 |
| --------------------- | ---- | ---- | ---- | ---- | ---- |
| Giro d’ItaliaGiro     | –    | –    | –    | –    | 126  |
| Tour de FranceTour    | 115  | –    | 81   | –    | –    |
| Vuelta a EspañaVuelta | –    | –    | –    | 111  | –    |